# In the Next Room
Pour plus de détails, voir Fiche technique et Distribution.
In the Next Room est un film américain réalisé par Edward F. Cline, sorti en 1930.

## Fiche technique
- Titre : In the Next Room
- Réalisation : Edward F. Cline
- Scénario : Harvey Gates et Jimmy Starr d'après la pièce de Harriet Ford et Eleanor Robson Belmont (en)
- Photographie : John F. Seitz
- Musique : Alois Reiser (non crédité)
- Société de production : First National Pictures
- Société de distribution :  Warner Bros. Pictures
- Pays de production :   États-Unis
- Langue de tournage : Anglais américain
- Format : Noir et blanc — 35 mm — 1,37:1 — Son : Mono (Western Electric Sound System)
- Métrage : 1 925 mètres (7 bobines)
- Genre : Film dramatique
- Durée : 69 minutes (1 h 9)
- Dates de sortie : 
  - États-Unis : 26 janvier 1930
  - Royaume-Uni: 7 février 1930 (Londres) | 18 août 1930 (sortie nationale)
  - Irlande : 30 mai 1930
  - Australie : 13 septembre 1930

## Distribution
- Jack Mulhall : James Godfrey
- Alice Day : Lorna
- Robert Emmett O'Connor : Tim Morel
- John St. Polis : Philip Vantine
- Jane Winton : la Dale
- Crauford Kent : l'Amoureux
- Edward Earle : le Mari
- Claud Allister : Parks
- Aggie Herring : Mme O'Connor
- DeWitt Jennings : l'Inspecteur Grady
- Webster Campbell : Snitzer
- Lucien Prival : l'exportateur français